# Kivi-Vigala
Kivi-Vigala (tyska: Fickel) är en by i Estland. Den ligger i Märjamaa kommun och landskapet Raplamaa, i den västra delen av landet, 80 km söder om huvudstaden Tallinn. Antalet invånare var 218 år 2011. Före kommunreformen 2017 låg byn i Vigala kommun.
Kivi-Vigala ligger 16 meter över havet och terrängen runt byn är mycket platt. Runt Kivi-Vigala är det glesbefolkat, med 9 invånare per kvadratkilometer. Närmaste större samhälle är Pärnu-Jaagupi, 13 km sydost om Kivi-Vigala. Omgivningarna runt Kivi-Vigala är en mosaik av jordbruksmark och naturlig växtlighet.
Trakten ingår i den hemiboreala klimatzonen. Årsmedeltemperaturen i trakten är 3 °C. Den varmaste månaden är juli, då medeltemperaturen är 18 °C, och den kallaste är februari, med −10 °C.

## Galleri

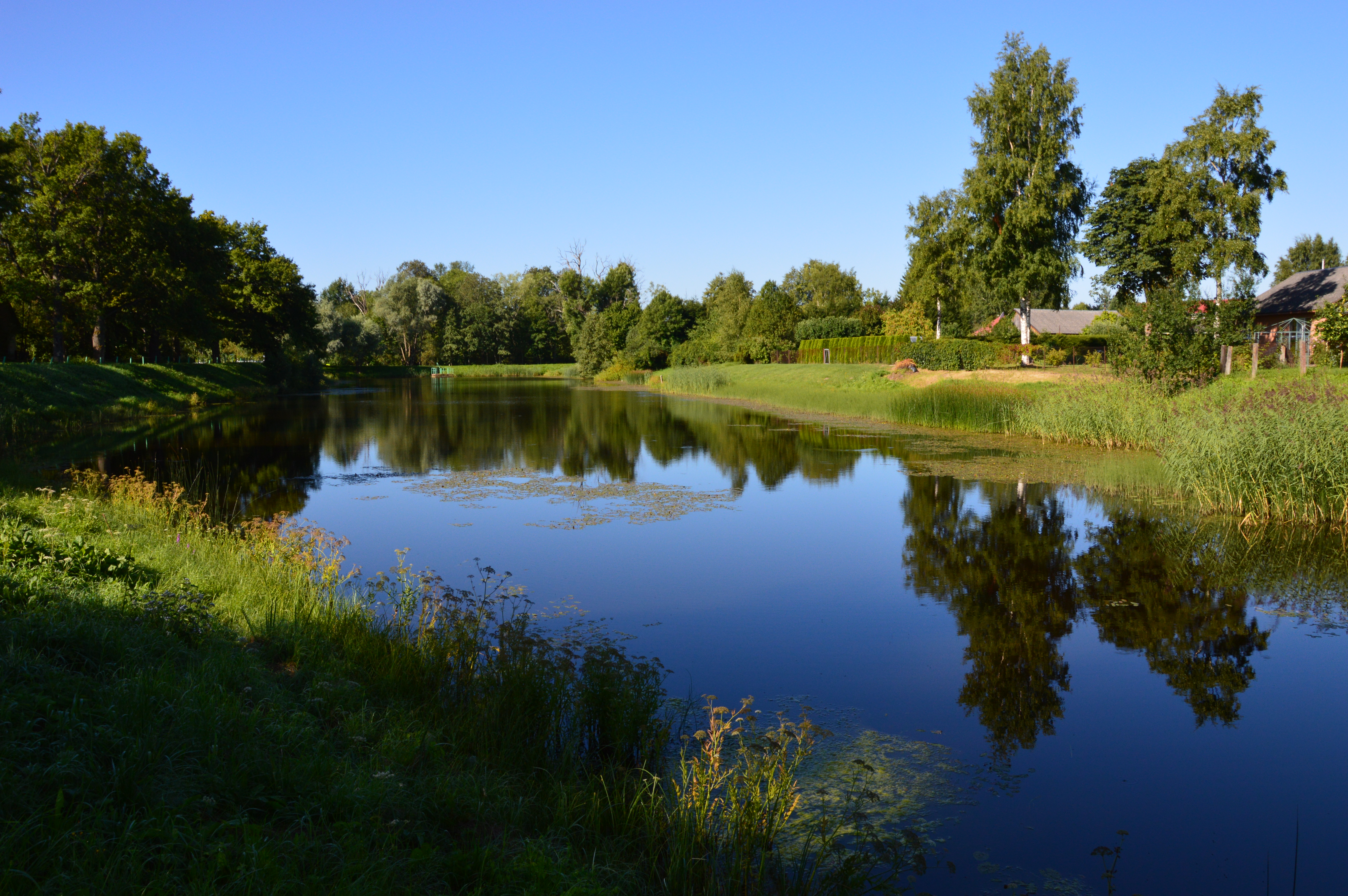
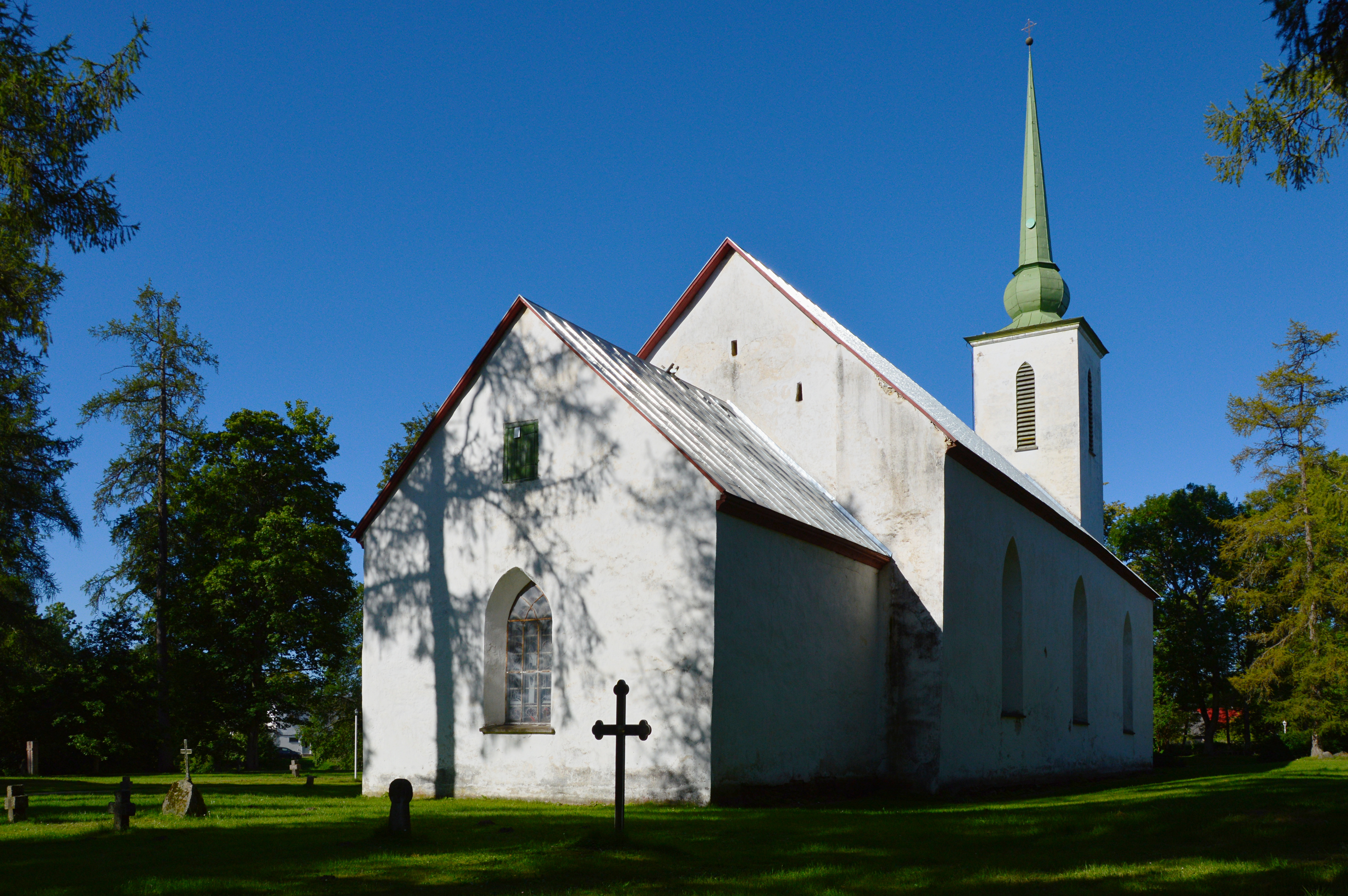
Kyrkan.
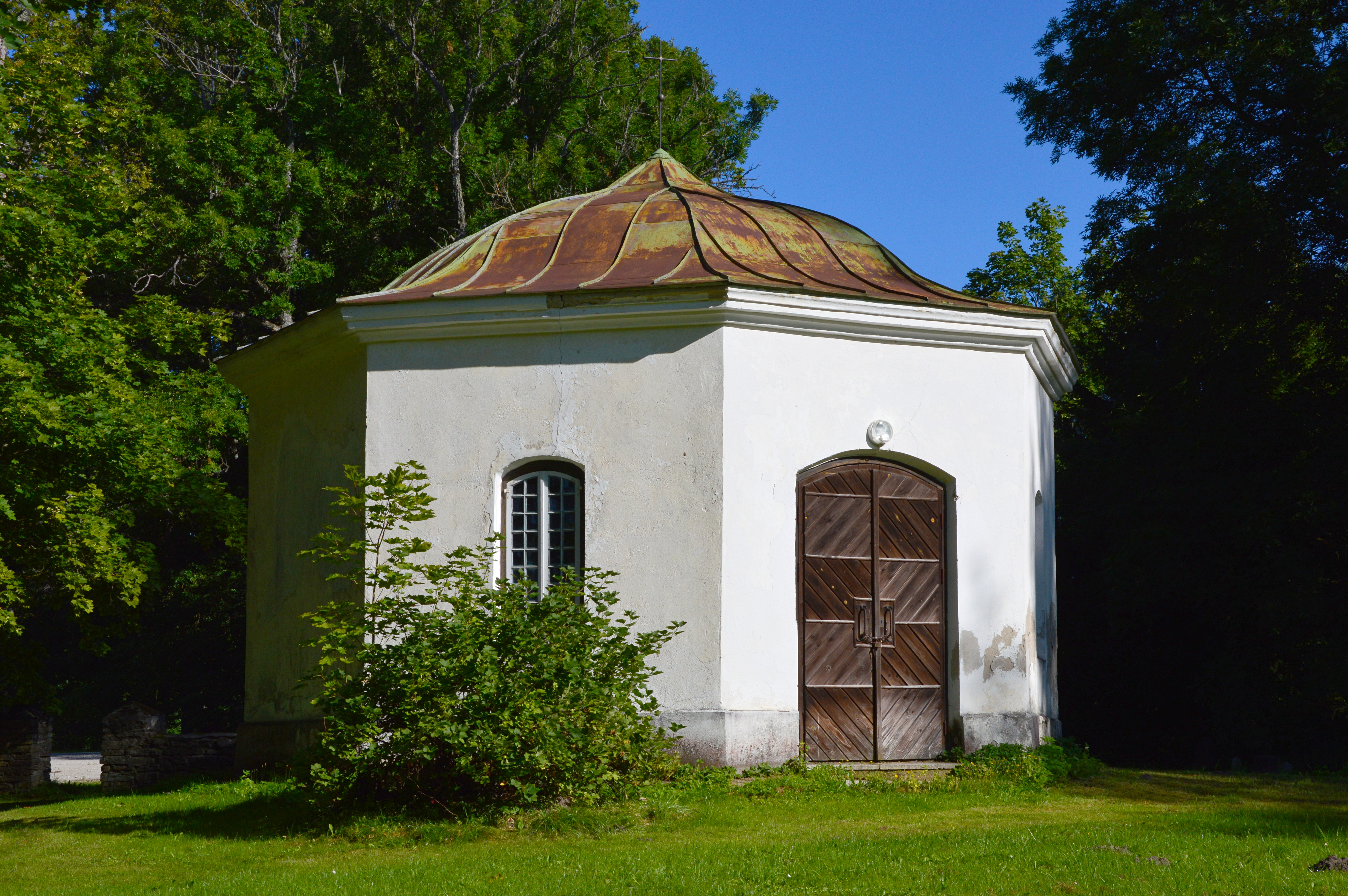
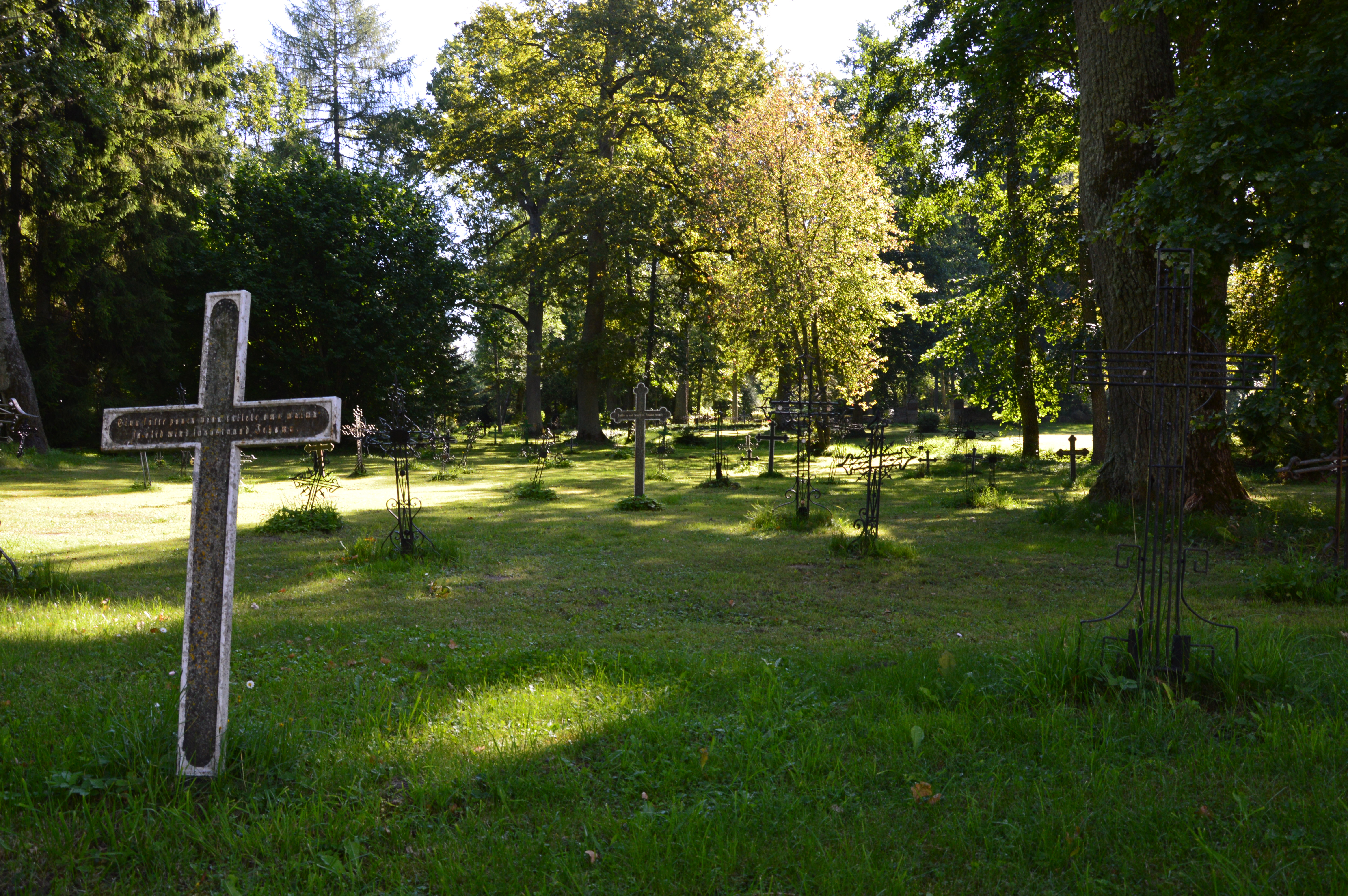
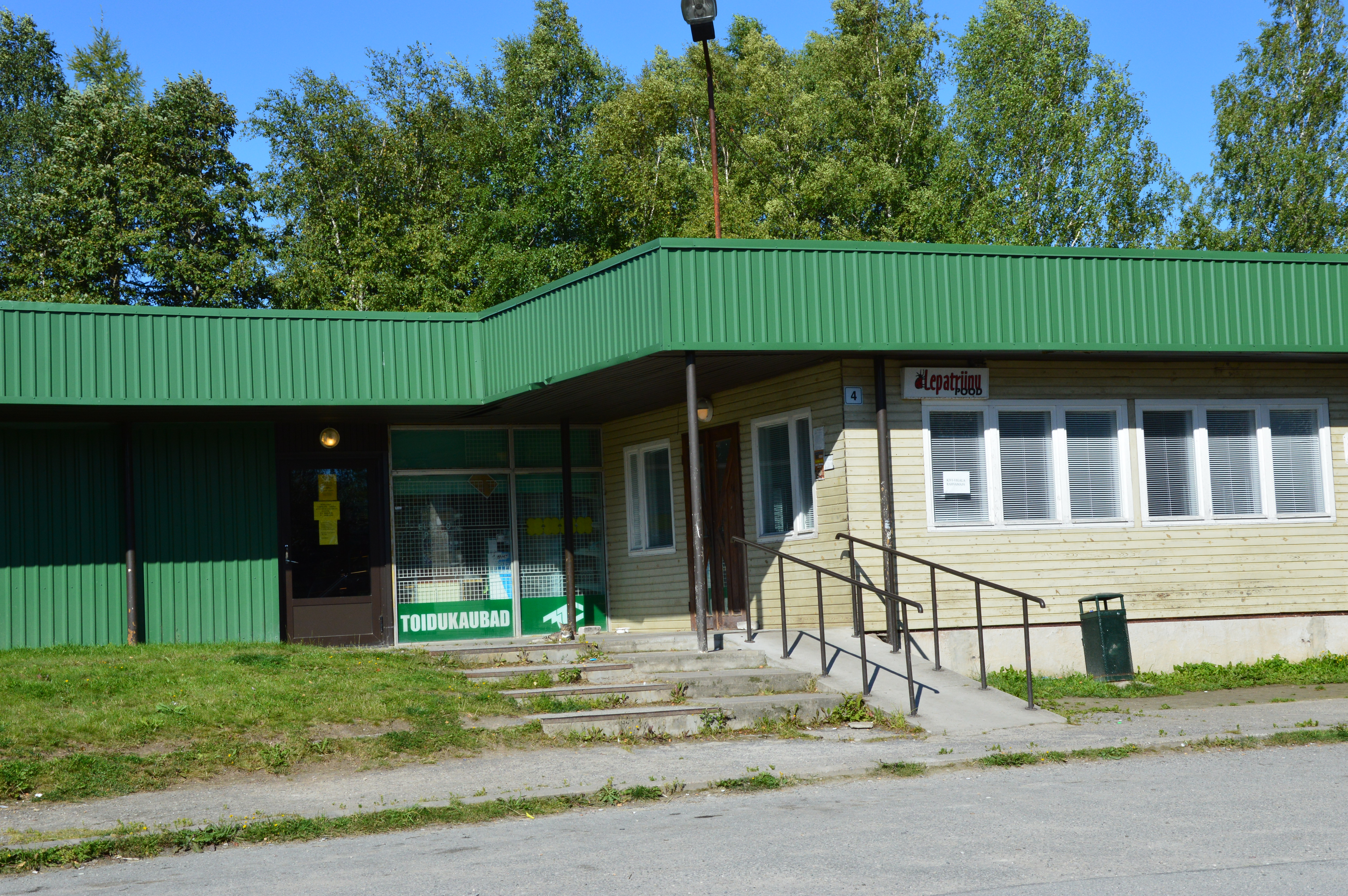